# Bystřička
Bystřička – gmina w Czechach, w powiecie Vsetín, w kraju zlińskim. Według danych z dnia 1 stycznia 2012 liczyła 968 mieszkańców.
Miejscowość znajduje się w regionie etnograficznym Wołoszczyzny Morawskiej, w zachodniej części Gór Wsetyńskich. Jej zabudowania leżą w dolinie dolnego toku rzeczki Bystřička, przy jej ujściu do Górnej Beczwy.
W latach 1907–1912 na terenie wsi (w jej górnej części) na wspomnianej rzeczce wybudowano zaporę wodną Bystřička, dzięki której powstał sztuczny zbiornik Bystřička. Miał on zasilać w wodę śluzy planowanego kanału Odra-Dunaj w rejonie Bramy Morawskiej.